# Michael S. Siegel
Michael S. Siegel (* in Silver Spring, Maryland) ist ein US-amerikanischer Schauspieler und Synchronsprecher.

## Leben
Siegel wurde in Silver Spring im US-Bundesstaat Maryland geboren. Von 1977 bis 1979 besuchte er die American Academy of Dramatic Arts sowie die Montgomery College. E erlangte seinen Bachelor of Arts an der Ohio University. Nach ersten Erfahrungen in verschiedenen Bühnenstücken, zog er 1982 nach Los Angeles, um in der Filmindustrie Fuß zu fassen. Er gab schließlich 1984 sein Filmschauspieldebüt im Fernsehfilm Cheeseball Presents in einer Nebenrolle. Danach wirkte er in der Fernsehserie Comedy Club. 1988 stellte er in Space Invaders die Rolle des Rich Terenzi dar. Danach erhielt er wiederkehrende Rollen in den Fernsehserien The Wil Shriner Show und California Clan und spielte 1989 im Film Das Bankentrio.
Anfang der 1990er Jahre wirkte er als Episodendarsteller in den Fernsehserien Die besten Jahre und Packing Them In mit. 1996 war er im Musikvideo zum Lied No Cheap Thrill der Sängerin Suzanne Vega zu sehen. Nach mehrjähriger Pause hatte er erst 2011 im Film Natalie eine Rollenbesetzung. Mitte der 2010er Jahre spielte er in mehreren Kurzfilmproduktionen mit und kam als Episodendarsteller in Fernsehserien zum Einsatz. 2019 war er in Jesus – Sein Leben in vier Episoden als Joseph of Arimathea zu sehen. 2021 erhielt er eine Rollenbesetzung in der deutschen Fernsehfilmproduktion Charlotte Link – Die Suche. 2023 stellte er eine wiederkehrende Rolle in der Fernsehserie Foundation dar und spielte im Trah-Film Monsternado die Rolle des Grady.
Siegel ist außerdem als Synchronsprecher tätig. So leiht er seine Stimme vor allem Charakteren in Computerspielen, etwa in Horizon Zero Dawn oder Tom Clancy’s The Division 2. Er gehörte zu den Synchronsprechern der englischen Originalfassung des Computerspiels RoboCop: Rogue City.

## Filmografie (Auswahl)
- 1984: Cheeseball Presents (Fernsehfilm)
- 1987–1988: Comedy Club (Fernsehserie)
- 1988: Space Invaders (Killer Klowns from Outer Space)
- 1988: The Wil Shriner Show (Fernsehserie, 2 Episoden)
- 1989: Das Bankentrio (Three Fugitives)
- 1989: California Clan (Santa Barbara, Fernsehserie, 4 Episoden)
- 1991: Die besten Jahre (Thirtysomething, Fernsehserie, Episode 4x17)
- 1992: Packing Them In (Fernsehserie, Episode 1x02)
- 2011: Natalie
- 2014: Coronation Street (Fernsehserie, Episode 1x8326)
- 2014: Out of Tune (Kurzfilm)
- 2014: Prime Contact (Kurzfilm)
- 2015: Episodes (Fernsehserie, Episode 4x01)
- 2015: Portal
- 2015: Where the Journey Ends
- 2015: Red Sky (Kurzfilm)
- 2019: Love, Unemployed
- 2019: Jesus – Sein Leben (Jesus: His Life, Fernsehserie, 4 Episoden)
- 2021: Charlotte Link – Die Suche (Fernsehfilm)
- 2023: Der jüdische Ermittler (Hapless, Fernsehserie, Episode 2x04)
- 2023: Casualty (Fernsehserie, Episode 38x04)
- 2023: Foundation (Fernsehserie, 3 Episoden)
- 2023: Monsternado
- 2024: Back to Black
- seit 2025: Lockerbie (Miniserie)

## Synchronisationen (Auswahl)
- 2017: Horizon Zero Dawn (Computerspiel)
- 2018: State of Mind (Computerspiel)
- 2019: Tom Clancy’s The Division 2 (Computerspiel)
- 2019: Irony Curtain: From Matryoshka with Love (Computerspiel)
- 2019: The Sinking City (Computerspiel)
- 2019: The Beast Inside (Computerspiel)
- 2023: RoboCop: Rogue City (Computerspiel)